# 881 TCN
881 TCN là một năm trong lịch La Mã.